# Invoking the Majestic Throne of Satan
Invoking the Majestic Throne of Satan ist das zweite Album der kolumbianischen/US-amerikanischen Metal-Band Inquisition. Es wurde 2002 von Iron Pegasus Records, War Hammer Records und In Coffin Productions auf LP, Audiokassette und CD veröffentlicht. Das Album wurde am 17, 18. und 20. November 2001 aufgenommen und am 21. und 23. November abgemischt. Für die Abmischung war der Toningenieur John Schluckebier zuständig, für das Mastering Mark Guenther. Produziert wurde das Album in den Radioactive Studios, gemastert bei Seattle Disc Mastering in Seattle, Washington.

## Titelliste
Musik und Texte von Dagon.
1. Embraced by the Unholy Powers of Death and Destruction – 04:22
2. Enshrouded by Cryptic Temples of the Cult – 04:39
3. Kill with Hate – 03:02
4. Rituals of Human Sacrifice for Lord Baal – 05:59
5. Invoking the Majestic Throne of Satan – 05:33
6. Hail the King of All Heathens – 05:19
7. The Realm of Shadows Shall Forever Reign – 05:29
8. For Lucifer My Blood – 04:40
9. Imperial Hymn for Our Master Satan – 06:10
10. Outro – 01:14

Der Ausklang ist ein Auszug aus dem Marsch La lupta, muncitori! (Text: Radu Gyr, Musik: Ion Mânzatu) der Eisernen Garde, der auf dem Album nicht als Titel angegeben ist. Die Vinyl-Pressung von Iron Pegasus Records enthält außerdem das Lied The Realm of Shadows Shall Forever Reign, das im Oktober 1999 im Proberaum aufgenommen wurde.

## Musikstil und Texte
Die Band setzt auf Invoking the Majestic Throne of Satan den Stil fort, den sie seit dem Debütalbum Into the Infernal Regions of the Ancient Cult vertritt. Die Produktion ist allerdings etwas kräftiger, basslastiger und druckvoller als beim Vorgänger.
Dagons ungewöhnlicher Gesangsstil wurde mit einem krächzenden Raben verglichen und ähnelt eher einem Grunzen als dem bei nordischem Black Metal üblichen Schreigesang. Er trägt die Texte „in ruhiger und bedächtiger, besessener und gequälter Manier“ vor.
Die Musik variiert zwischen langsamen und schnellen, blastbeat-lastigen Passagen. Die Texte handeln von der Anrufung Abbadons, Satans und anderer Dämonen, dem Kampf gegen Gott, seine Engel und Christen- und Judentum, Menschenopfern an Baal und Suizid im Namen Luzifers.

## Kritiken
Die Kritiken betonten die Originalität von Dagons Gesang wie auch des Musikstils. Auch Dagons Riffing und Incubus’ Schlagzeugspiel beziehungsweise allgemein der Stil der Band wurden als einzigartig beschrieben.
Aceust von Hateful Metal betonte gegenüber Lesern, die die Band nicht kennen: „Inquisition ist wohl eine der (oder gar die) grimmigste(n), blasphemischste(n) und konsequenzeste(n) Black Metal Band(s) überhaupt! Wer etwas gegenteiliges behauptet hat den Black Metal an sich nicht verstanden, und da kann man nur zum Glück sagen, dass die Scheiben einer solch wahrlich elitären musikalischen Verschwörung nicht in jedem x-beliebigen Mailorder zu finden sein wird.“ Das einzige Manko sei angesichts des Klangs die etwas kräftigere, basslastigere und druckvollere Produktion, falle nach mehrfachem Hören allerdings nicht mehr ins Gewicht. Das Album reiche nicht ganz an das Debütalbum heran, was „angesichts der Tatsachen aber auch nur logisch und zu erwarten war. Nichtsdestotrotz bleibt diese Band eine absolute und unerreichte Band im Black Metal, der so schnell keiner das Wasser reichen kann. Absolute Elite der Extraklasse!“
Stéphane von Guts Of Darkness bezeichnete das Album als kompositorisch wie auch vom erreichten Geisteszustand und Ambiente „nahe an der Perfektion“. Selten habe ihn „ein Opus so viel Hass verspüren lassen, oder zumindest auf diese Art“, die von der religiösen und perniziösen Seite mit Bands wie Malign und Ofermod vergleichbar sei.
Karsten Heim von Metalnews bezeichnete das Album in seiner Kritik zum Nachfolger Magnificent Glorification of Lucifer als „Stück inbrünstiger Satansanbetung“ und „Meilenstein des Black Metal“; er lobte Inquisition als „eine der originellsten Bands der Gegenwart und Speerspitze des US-Black Metals“. Nin Chan von Last Rites hingegen schrieb in seiner Kritik zum Nachfolger, das Album könne sich nicht mit dem Debütalbum Into the Infernal Regions of the Ancient Cult messen, gehöre aber zu den besten des Jahres.